# Scotogramma peculiaris
Scotogramma peculiaris là một loài bướm đêm trong họ Noctuidae.